# 維魯杜納加爾縣

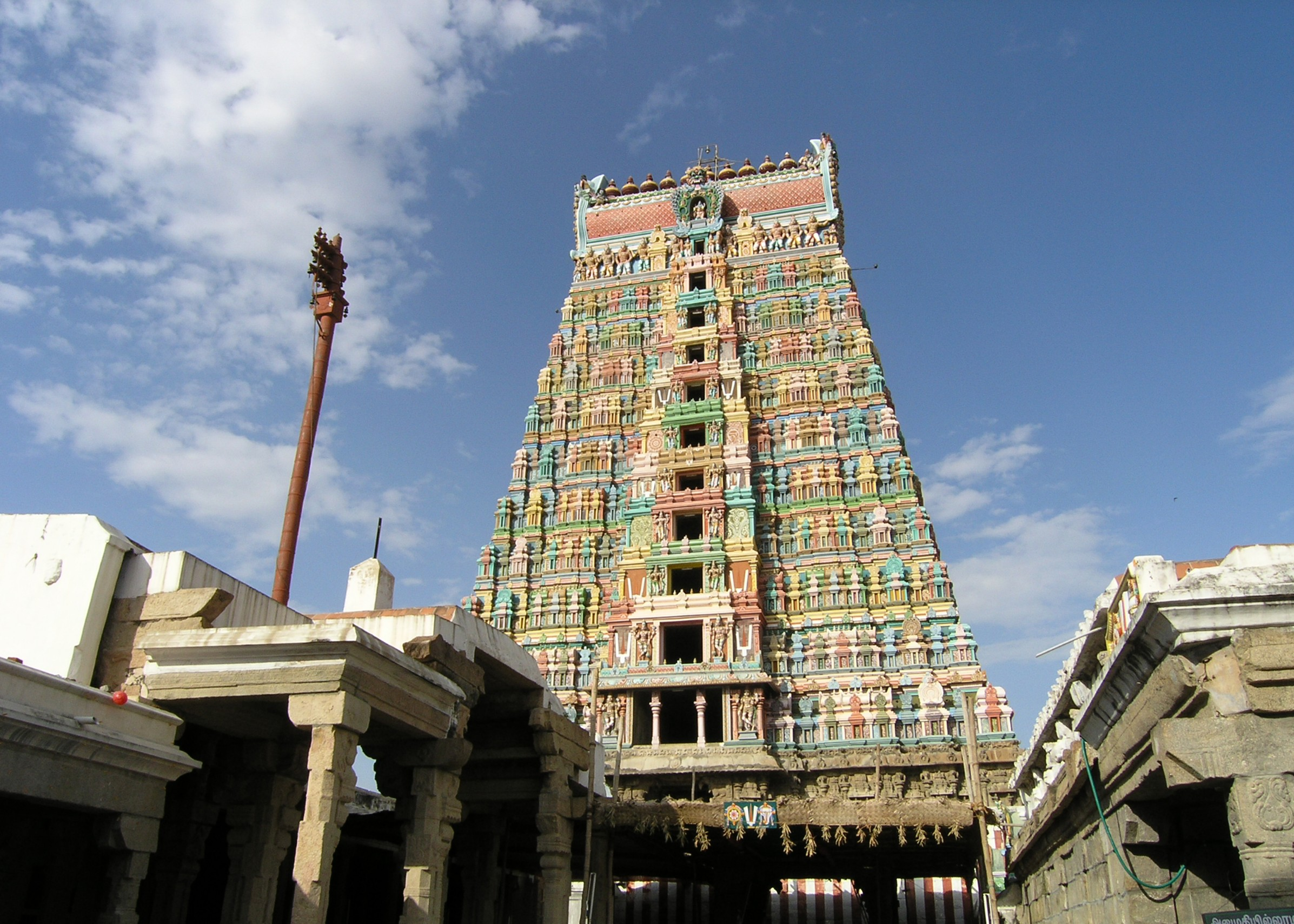

韋魯杜納加爾縣是印度的一個縣，位於該國南部，由泰米爾納德邦負責管轄，面積4,283平方公里，識字率為80.75%，2011年人口1,943,309，人口密度每平方公里454人。

## 外部連結
- Virudhunagar District - Govt. Website
- Website for Virudhunagar （页面存档备份，存于）